# Passageule-Linie
De Passageule-Linie is een onderdeel van de Staats-Spaanse Linies die liep langs de Passageule zuidelijk van Oostburg tot IJzendijke. Ze is aangelegd door de Staatsen kort na 1604, toen zij West-Zeeuws-Vlaanderen in hun bezit kregen.
De Passageule-Linie omvatte de volgende forten welke lagen op de plaatsen waar de Passageule kon worden overgestoken en wel ten noorden van deze kreek:
- Schans De Drie Gaten
- De Munte (1 km ten zuiden van de Cathalijneschans in de Linie van Oostburg)
- Schans Het Vrije
- Schans Middelburg
- Schans Konstantinopel
- Schans Turkeye
- Schans Schaapstelle
- Jonkvrouwschans of Jufferschans, direct ten zuiden van IJzendijke

Van deze versterkingen zijn met name De Munte en de Jonkvrouwschans nog terug te vinden in het landschap, terwijl Klein Turkeye is blijven voortbestaan als de buurtschap Turkeye, tussen Waterlandkerkje en IJzendijke.

## Neergang
De Passageule-Linie heeft nog lang dienstgedaan, maar verloor aan effectiviteit door de verzanding van de Passageule. In 1702 werd deze aan de oostzijde afgedamd door aanleg van de Groote Jonkvrouw benoordenpolder, aan de westzijde stond de kreek nog in verbinding met het Zwin.
In dit kader werd de Passageule-Linie verlengd tot aan de Braakman. Daartoe werden in de Klein Zuiddiepepolder door Menno van Coehoorn twee forten gebouwd: Het Westfort en het Oostfort. Deze werden door de zogeheten Oude Linie met elkaar verbonden.
Om de Linie te kunnen blijven gebruiken werd tussen 1735 en 1738, zuidelijk van de Oude Linie,  een kanaal door de Groote Zuiddiepepolder gegraven om de verbinding met de Braakman te herstellen. Dit geschiedde door kapitein-ingenieur P. Wiltschut (Verhaal hoe dat het project door den captein en ingenieur Wildschut, geformeert op de Passegeule, om door dezelve tot in den Brackman een doorgaande vloed en ebbe te brengen, in de waereld is gekomen). Dit werd de Nieuwe Linie genoemd.
Het kanaal bleek de verzanding echter te versnellen, omdat er in het midden van de waterloop nu wantij ontstond. Zo passeerden de Fransen de Linie moeiteloos in 1708 en 1748, in het kader van de Spaanse respectievelijk de Oostenrijkse Successieoorlog. Om nu de waterhuishouding te kunnen reguleren werd in 1786 de Kapitalen Dam en in 1788 de Bakkersdam gebouwd. Deze waren voorzien van sluizen en werden verdedigd door batterijen. Doch in 1792 passeerden de Fransen opnieuw.
In 1830 was de Kapitale Dam, tijdens de Belgische Opstand, nog even in Belgische handen, maar ze werd snel heroverd. In 1839 werd de linie opgeheven en werden de meeste forten gesloopt.